# Jannik Johansen
Jannik Johansen (nacido en 1965) es un director de cine y guionista danés. Comenzó a hacer cine en el Per Holst Film en la década de 1980. Ha dirigido numerosas producciones de televisión y cortometrajes. Escribió y dirigió una serie de cortometrajes de ficción titulada Una muerte tranquila, premiada por el National Art Fund. Su primer largometraje fue un éxito de taquilla, Rembrandt (2003), nominada a los Premios Bodil y Robert, y ganó el premio a la Mejor actuación en conjunto masculina en el Festival de Cine Negro Courmayeur de Italia. Más tarde, dirigió películas como Murk (2005) y Noche en Blanco (2007).